# Juan Molinari
Juan Molinari – piłkarz urugwajski, pomocnik.
Jako piłkarz klubu Universal Montevideo wziął udział w turnieju Copa América 1921, gdzie Urugwaj zajął trzecie miejsce. Molinari zagrał w dwóch meczach – z Brazylią i Argentyną.